# Carlo Tacchini
Carlo Tacchini (né le 25 janvier 1995 à Verbania) est un canoéiste italien.
Il est finaliste du C1-1 000 m lors des Jeux olympiques de 2016.
Il remporte la médaille d'argent en C-2 500 mètres avec Gabriele Casadei aux Jeux européens de 2023 à Cracovie.